# ماسقارا بینه
ماسقارا بینه (به لاتین: Masqarabinə، به آواری: Масхараб) یک منطقه مسکونی در جمهوری آذربایجان است که در شهرستان زاقاتالا واقع شده است.